# Чандарлы (залив)
Чандарлы (Чандарлы-Кёрфези, тур. Çandarlı Körfezi) — залив Эгейского моря, на западном побережье Малой Азии, в Турции, на территории ила Измир. В залив впадает река Бакыр (Каик). В древности известен был как Элаитский залив (Элеатский, Элейский, др.-греч. Ὲλαϊτικὸς κόλπος), название получил по эолийскому городу Элея, гавани Пергама.

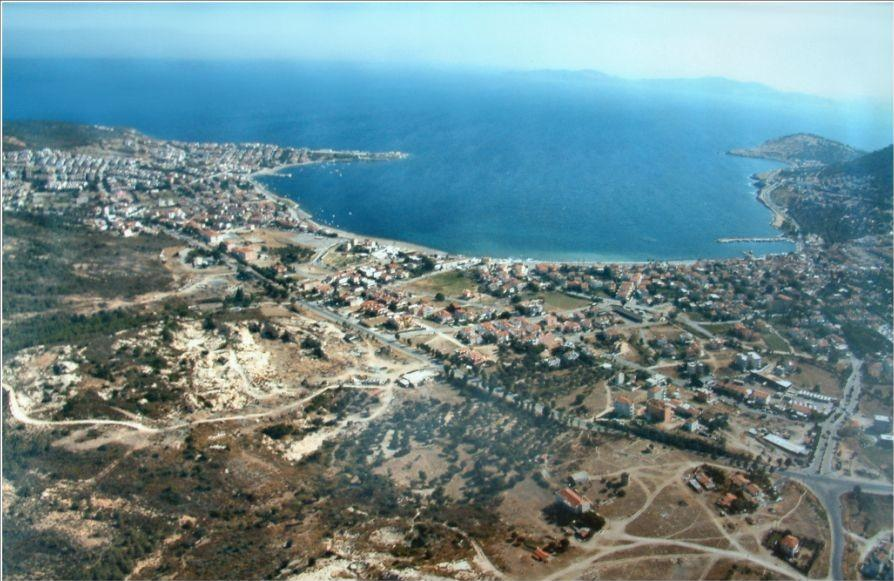
Вид на город Ени-Фоча и залив Чандарлы

По Страбону ширина входа в залив между мысами Гидра (др.-греч. Ύδρα, ныне Илыджа) и Гарматунт (Ἁρμᾰτοῦς, ныне Канлыбурун) составляла 80 стадий. На южном побережье лежал эолийский город Мирина с гаванью.
Когда вспыхнула греческая революция, греки с Псары совершили широкомасштабный набег на побережье Малой Азии в районе Лесбоса, пока османский флот под руководством Хюсрева находился на западной стороне Мореи, а египетский — не ближе Крита. В рейде участвовало 110—140 судов, в том числе 15 военных кораблей. Греки уничтожили город Чандарлы на побережье залива Чандарлы и разорили остров Москониси (ныне Алибей).